# 阿久津町
阿久津町（あくつまち）は栃木県の中東部、塩谷郡に属していた町である。現在は同郡高根沢町およびさくら市の一部となっている。

## 地理
- 河川：鬼怒川

## 歴史
- 1889年（明治22年）4月1日 - 町村制施行により、塩谷郡上阿久津村・中阿久津村・宝積寺村・石末村・大谷村の区域をもって阿久津村が成立する。
- 1932年（昭和7年）1月8日 - 村内の小作料の減額交渉をめぐり、労農大衆党と大日本生産党が武力衝突して3人が死亡、数十人が負傷[1]（阿久津村事件）。
- 1953年（昭和28年）4月1日 - 町制施行して阿久津町となる。
- 1958年（昭和33年）4月1日 - 北高根沢村と新設合併し、高根沢町が発足。同日阿久津町廃止。

廃止後の1959年（昭和34年）3月31日には、高根沢町のうち旧阿久津町域にあたる上阿久津の一部が氏家町（現・さくら市）へ編入されている。

## 交通
- 日本国有鉄道（現：東日本旅客鉄道）
  - 東北本線・烏山線：宝積寺駅